# Glaphyra kurosawai
Glaphyra kurosawai là một loài bọ cánh cứng trong họ Cerambycidae.